# Warunkowanie wyższego rzędu
Warunkowanie wyższego rzędu zwane także warunkowaniem wyższego poziomu, warunkowaniem łańcuchowym lub sekwencyjnym - termin odnoszący się głównie do warunkowanie instrumentalnego w mniejszym stopniu warunkowania klasycznego. 

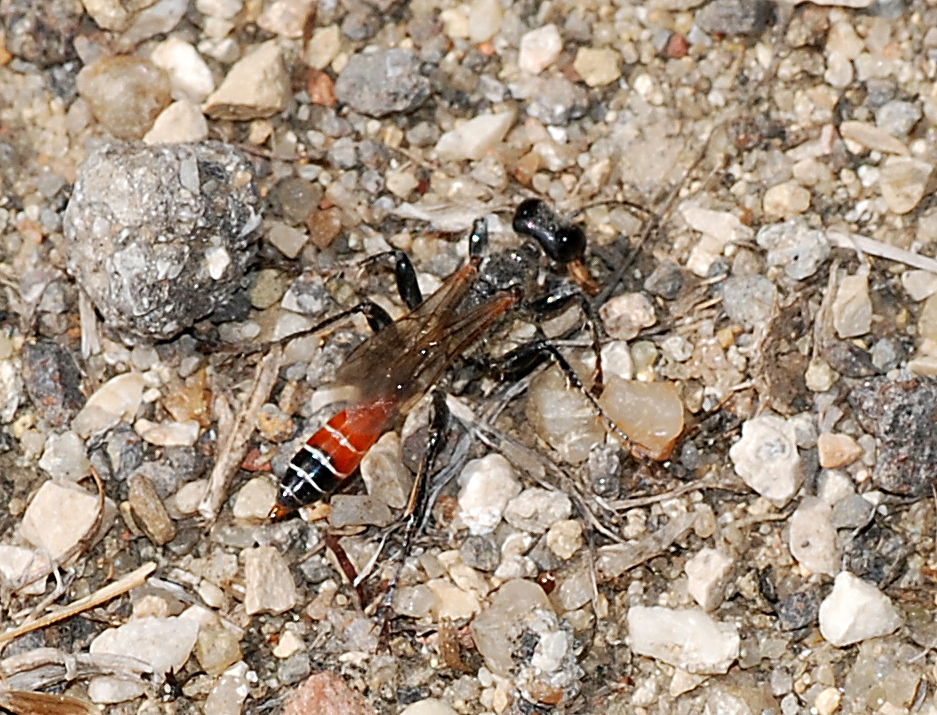
Grzebacz poszukuje miejsca na gniazdo

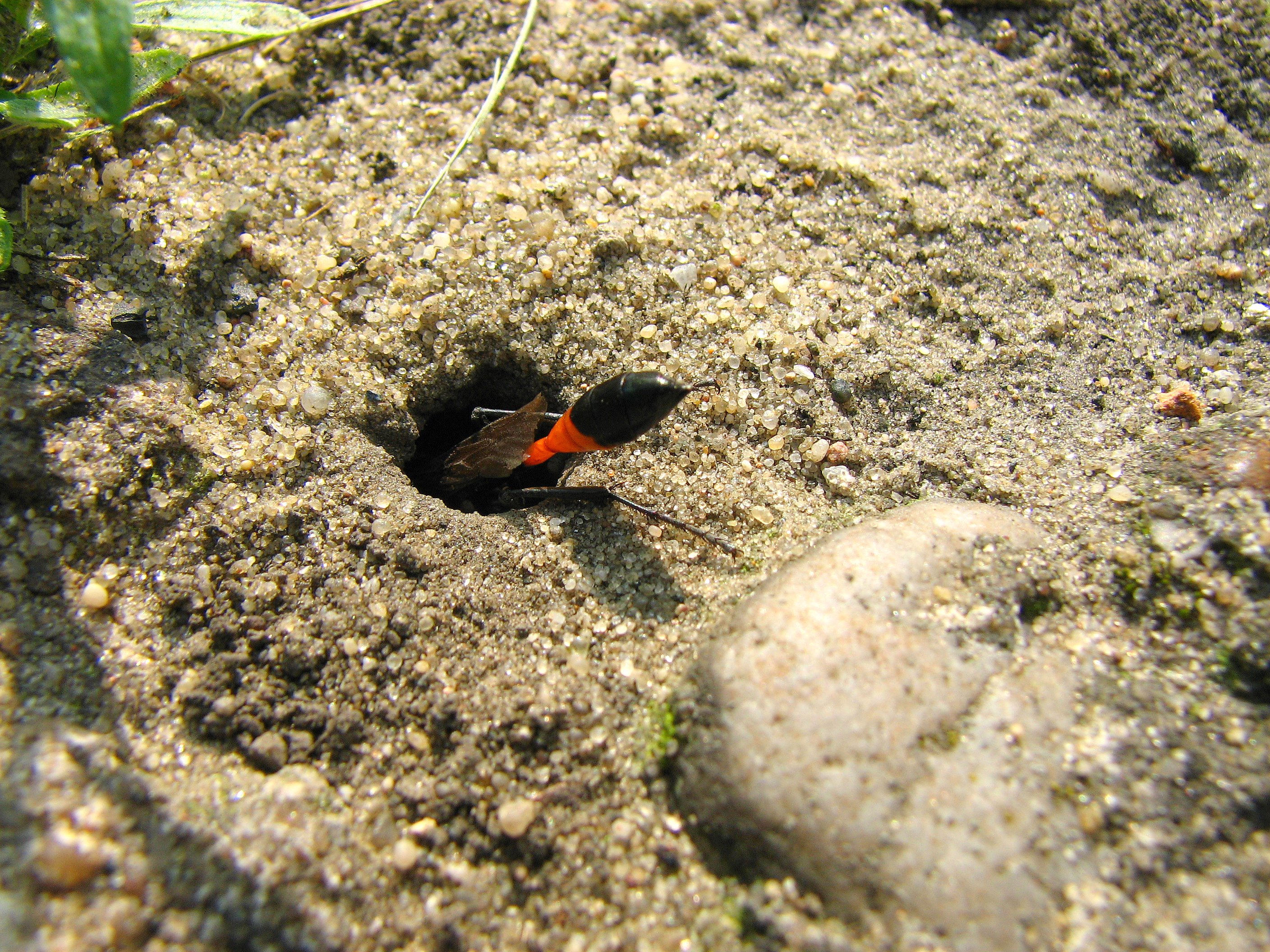
Gniazdo gotowe

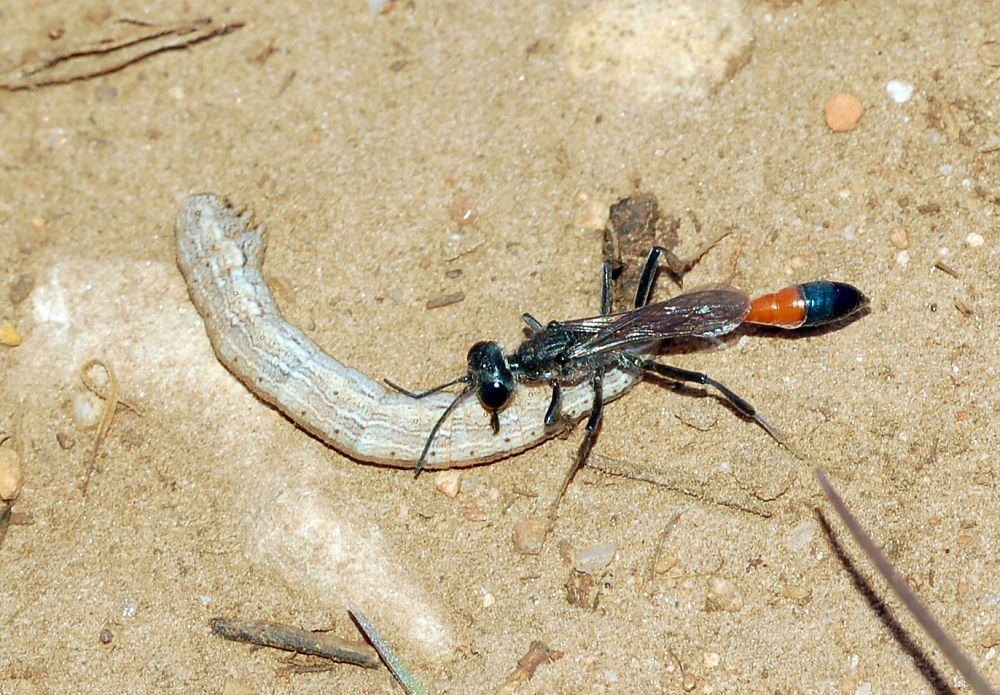
Z gąsienicą nie ma problemów, łapie się tak, aby można było zachować równowagę

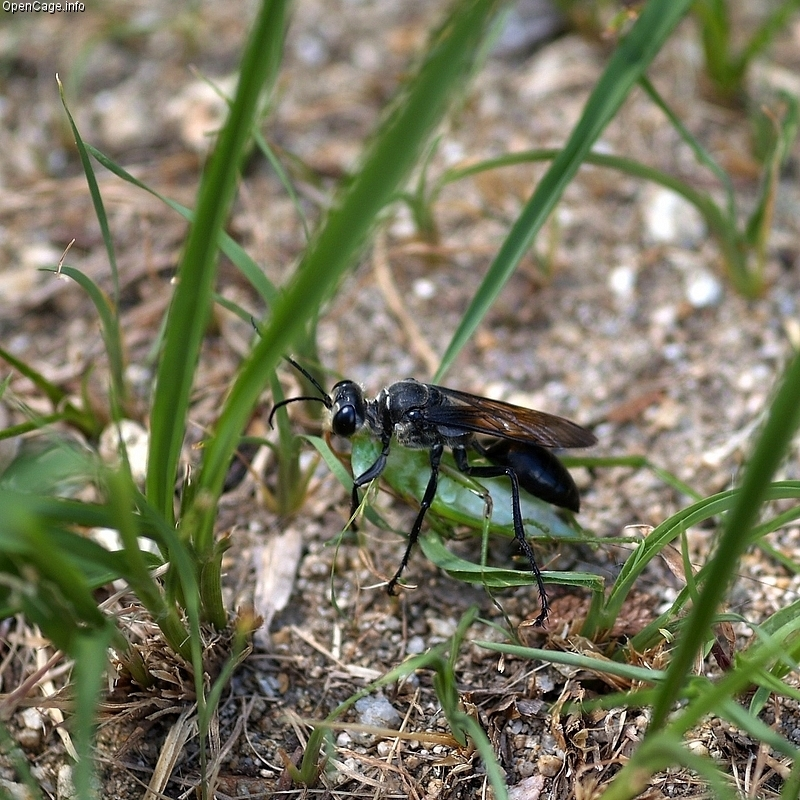
Pasikonik musi mieć zachowane czułki

I wszystko może zacząć się od nowa

Przy jednym i drugim typie warunkowania bodziec warunkowy możemy poprzedzić innym, obojętnym, który po kilku skojarzeniach stanie się kolejnym bodźcem warunkowym. Podczas generalizacji zwierzę zareaguje na osobne bodźce (na pierwszy albo drugi). Podczas różnicowania można uzyskać reakcję na określoną sekwencję bodźców. Na przykład jeśli pies nauczył się kojarzyć czerwoną lampkę z pojawieniem się pokarmu, to zacznie się ślinić. Możemy przed zapaleniem lampki włączyć dzwonek i po kilku próbach pies będzie się ślinić także na dźwięk dzwonka. Jeżeli teraz nie nastąpi wzmocnienie pies zauważy, że po dzwonku jeszcze powinna zaświecić się lampka. Po utrwaleniu, w odpowiedzi na dzwonek wystąpi przede wszystkim reakcja orientacyjna a wzmożone ślinienie dopiero na sygnał lampki. Ten ciąg skojarzeń teoretycznie może biec niemal w nieskończoność. W praktyce ogranicza go inteligencja i zdolności pamięciowe obiektu badanego. Bodźce zbyt odległe od siebie w czasie lub zdecydowanie różnego rodzaju nie zostaną skojarzone ze sobą, przy zbyt dużej ich liczbie nie zostanie zapamiętana ich sekwencja. Pewnym modelem takiego warunkowania jest skorzystanie z telefonu - musimy wystukać określoną sekwencję liczb aby móc zadzwonić do znajomej osoby - sekwencje znamy tylko dla osób do których często dzwonimy, pozostałych nie pamiętamy i korzystamy z notesu.
Warunkowanie sekwencyjne może mieć też charakter instynktu - ewolucja promowała te osobniki które całą sekwencję robiły prawidłowo. Szereg typowych przykładów możemy znaleźć wśród owadów. Dość dobrze prześledzono zachowanie sekwencyjne u grzebacza. Wykopuje jamkę, zapamiętuje okolicę, leci po pożywienie dla potomstwa, przynosi do jamki i składa jajo, po czym wlot zasypuje. Okazało się, że upolowanego pasikonika, grzebacz łapie za czułki i jeśli je uciąć, nie jest w stanie przejść do następnego etapu. Kręci się wokół zdobyczy a wobec braku "zaczepienia" porzuca ofiarę. Obecność czułków jest bodźcem warunkowym przejścia do następnego etapu. 

## Literatura
- Konorski J., Integracyjna działalność mózgu, Warszawa 1969
- Biej-Bijenko G.J., Zarys entomologii, Warszawa 1976